# Novo Cabrais
Novo Cabrais är en kommun i Brasilien.   Den ligger i delstaten Rio Grande do Sul, i den södra delen av landet, 1 600 km söder om huvudstaden Brasília. Antalet invånare är 3 855.
Trakten runt Novo Cabrais består till största delen av jordbruksmark. Runt Novo Cabrais är det glesbefolkat, med 10 invånare per kvadratkilometer.